# Oscar Rossi
Pour les articles homonymes, voir Rossi.
Oscar Rossi surnommé Coco (né le 27 juillet 1930 à Buenos Aires et mort le 6 septembre 2012 à Parque Patricios), est un footballeur international argentin, reconverti brièvement en entraîneur.